# القوات المسلحة لجمهورية لاو
جيش لاو أو القوات المسلحة لجمهورية لاو الديموقراطية الشعبية هي القوات المسؤولة عن حماية جمهورية لاوس والتي تأسست في عام 1975م بعد أن تحولت لاوس الي الاشتراكية بعد أن كان هناك جيش ملكي يخدم منذ الاستقلال حتي تاريخة، يعتبر الجيش واحد من أقل دول العالم نموا ويمتاز بضعف التمويل والموارد حيث بلغت ميزانية الجيش في 1997م 55 مليون دولار فقط، يتم تركيز عمل الجيش علي الحدود والأمن الداخلي، ويمتاز الجيش بعلاقات قوية معا جيرانه خصوصا فيتنام  التجنيد الإجباري فعال في لاوس ويبدأ سن الخدمة منذ 15 عام كحد ادني 18 شهرا، ولدية 29100 موظف نشط للجيش فرع للقوات الجوية والبحرية ويعتبر رئيس الجمهوري رئيس الأركان وهناك تشكيلات عسكرية اخري تسمي ثوار الحزب وجيش جمهوري لاو